# Park Hyo-shin
Park Hyo-shin (hangul: 박효신; hanja: 朴孝信; nascido em 1 de dezembro de 1981), é um cantor sul-coreano.

## Discografia

### Álbuns
- 1º: 해줄 수 없는 일 (Título- Things I Can't Do For You, 해줄 수 없는 일), 2000.
- 2º: Second Story (Título-Yearning, 동경), 2001.
- A Tribute to 들국화, 2001.
- 3º: Time-Honored Voice (Título-A Nice Person, 좋은사람), 2002.
- [Greatest Hits] Park Hyo Shin Best Voice=2003-1999, 2003.
- 4º: Soul Tree (Título- Standing There, 그 곳에 서서), 2004.
- Remake: Neo Classicism, 2005.
- Ao vivo: Next Destination ...New York, 2005.
- 5º: The Breeze of Sea: The Ballad (Título- Memory Resembles Love, 추억은 사랑을 닮아), 2007.
- Single: Hwang Project - Welcome to the Fantastic World (Título- The Castle Of Zoltar), 2008.
- 6º: Gift Part 1 (Title- After Love, 사랑한 후에), 2009.
- 7º: Gift Part 2 (Title- I Want To Love, 사랑이 고프다 (I Promise You)), 2010.
- Single: Wild Flower (Title- Wild Flower, 야생화). 2014.[1]
- Single: Happy Together (Title - Happy Together), 2014.
- Single: Shine Your Light (Title - Shine Your Light), 2015.

### Musicais
- Abril, 2000 - musical 《Rock Hamlet》(como 'Hamlet') [2]
- Junho ~ Outubro, 2013 - musical 《Elisabeth》(como 'Tod') [3]
- Julho ~ Agosto, 2014 - musical 《Mozart!》(como 'Mozart') [4]

## Prêmios e indicações

### Mnet Asian Music Awards
| Ano  | Categoria                       | Obra                                          | Resultado |
| ---- | ------------------------------- | --------------------------------------------- | --------- |
| 2000 | Melhor Artista Masculino Novato | "Things I Can't Do For You" (해줄 수 없는 일) | Indicado  |
| 2002 | Melhor Apresentação de Balada   | "Good Person" (좋은사람)                      | Indicado  |
| 2014 | Melhor Vídeo de Balada          | "Standing There" (그 곳에 서서)               | Indicado  |
| 2019 | Melhor Cantor Masculino         | Goodbye                                       | Indicado  |